# تل قلعه سرتم
تل قلعه سرتم مربوط به سده‌های متاخر دوران‌های تاریخی پس از اسلام است و در شهرستان خرم بید، بخش مشهد مرغاب، دهستان شهید آباد، جاده فرعی روستای سرتم، سمت راست جاده واقع شده و این اثر در تاریخ ۲۶ اسفند ۱۳۸۶ با شمارهٔ ثبت ۲۱۸۹۸ به‌عنوان یکی از آثار ملی ایران به ثبت رسیده‌است.